# الهيئة العامة للإحصاء
الهيئة العامة للإحصاء هي جهة حكومية سعودية، تتمتع بشخصية اعتبارية مُستقلة يرأس مجلس إدارتها وزير الاقتصاد والتخطيط بعضوية 15 جهة تمثل الجهات الحكومية ذات العلاقة والقطاع الخاص، وتعتبر الهيئة هي المرجع الإحصائي الرسمي للبيانات والمعلومات الإحصائية في المملكة العربية السعودية.

## لمحة تاريخية
بدأ الإحصاء في السعودية منذ مرحلة مبكرة من تاريخها، حيث تعود البدايات الأولي إلى عام 1930م، ولم يصبح عملا منظما إلا بإنشاء الهيئة تحت اسم مصلحة الإحصاءات العامة والمعلومات بتاريخ 7 ذو الحجة 1379 هـ الموافق 1 يناير 1960م لتتبع وزارة الاقتصاد والتخطيط، وتعنى بإصدار كتب ونشرات تحتوي نسب ومعدلات وأعداد (سنوية غالباً) تضم مجالات كثيرة كالتعليم والاقتصاد وعلى إثر هذه النتائج تتم دراسات للتطوير وحل المشكلات ومن أهمها: معدل البطالة ونمو السكان ومعدل الالتحاق بالتعليم الابتدائي وأيضاً تعداد السكان التفصيلي من سعوديين ومقيمين ذكوراً وإناثاً شاملاً المواليد والوفيات بالإضافة إلى نسبة التغير في تكلفة المعيشة (التضخم) ونمو الصادرات السلعية غير النفطية وكذلك مساهمة القطاع الخاص في الناتج المحلي وغير ذلك، وفي عام 1436هـ صدر أمر ملكي رقمه 64283 بتحويلها إلى هيئة عامة باسمها الحالي.

## مهام الهيئة
تقوم بتنفيذ كافة الأعمال الإحصائية، إضافةً إلى الإشراف الفني على القطاع الإحصائي والذي يضم منظومةٌ متعددة مِنْ المراكز والوحدات الإحصائية المُقرَرة ضِمْنَ الهياكل الإدارية للأجهزة الحكومية وبعض مؤسسات القطاع الخاص، وتُشرف على تنفيذ الاستراتيجية الوطنية للعمل الإحصائي بالتنسيق مع الجهات ذات العلاقة، وتقوم الهيئة بتصميم وتنفيذ المسوح، وإجراء الدراسات البحوث، وتحليل البيانات والمعلومات، وكافة أعمال التوثيق والحفظ للمعلومات والبيانات الإحصائية التي تُغطي جميع جوانب الحياة في المملكة العربية السعودية مِنْ مصادرها المُتعددةِ وتدوينها وتبويبها وتحليلها واستخراج مؤشراتها، وتُعنى الهيئة بإعداد الأدلة والتصنيفات الإحصائية الوطنية وفقاً للمعايير الدولية، واستخدامها والعملُ على تحديثها وتطويرها وإعدادُ النشرات والتقارير الإحصائية للمسوح والبحوث، ونشرها والإشرافُ على تكوين منظومةٍ شاملةٍ مِنْ قواعد البيانات الإحصائية الوطنية لمختلف المجالات الإحصائية لدى مصادر البيانات، وتقوم الهيئة بنقل المعرفة ونشر الوعي الإحصائي وتقديم التوصيات للجهات العامة لتطوير جميع أنظمة المعلومات ومنهجية العمل الإحصائي، وتُعد الهيئة العامة للإحصاء هي الجهة الرسمية المسؤولة عن تزويد الجهات العامة والمُنشآت الخاصة والأفراد والهيئات الدولية بالإحصاءات الرسمية وفق الإجراءات النظامية، والتي تدعم متخذي القرار في هذه الجهات للمضي قدماً في تنفيذ خطط التنمية، ويعتبر التعداد العام للسكان والمساكن والمُنشآت من أهم منتجاتها الإحصائية إضافة إلى المؤشرات الدورية في المجالات الاقتصادية والاجتماعية والصحية والتعليمية والزراعية ومؤشرات القوى العاملة والأرقام القياسية.

## التحول الاستراتيجي
مواكبة للتحول الوطني السعودي ورؤية 2030, وضعت الهيئة العامة للإحصاء ستة مسارات أساسية لتحولها الاستراتيجي الخاص وهي: التركيز على العميل، وتطوير وموائمة المنتجات والخدمات، وتحسين العمليات والمنهجيات والرفع مِنْ مستوى تقنية المعلومات والبنية التحتية، ونشر الثقافة الإحصائية وبناء القدرات، وهيكلة كافة مهام الهيئة وإداراتها المُختلفة والمضيُّ قُدمًا على التطوير والتميز المؤسسي.

## أعضاء مجلس الإدارة
أعضاء مجلس إدارة الهيئة العامة للإحصاء
| الاسم                                     | المنصب                     |
| ----------------------------------------- | -------------------------- |
| فيصل بن فاضل الإبراهيم                    | رئيس مجلس الإدارة          |
| عبد العزيز بن سلمان بن عبد العزيز آل سعود | عضو                        |
| محمد بن عبد الله الجدعان                  | عضو                        |
| أحمد بن سليمان الراجحي                    | عضو                        |
| حمد بن محمد آل الشيخ                      | عضو                        |
| بندر بن إبراهيم بن عبد الله الخريف        | عضو                        |
| يوسف بن عبد الله البنيان                  | عضو                        |
| عصام بن عبد الله بن خلف الوقيت            | عضو                        |
| فهد بن عبد الله الدوسري                   | رئيس الهيئة العامة للإحصاء |
| فهد بن محمد التركي                        | عضو                        |
| ديفيد واين كالستش                         | عضو                        |
| سارة بنت جماز السحيمي                     | عضو                        |

## مسيرة العمل الإحصائي
خلال خمسين عامًا وأكثر، مرَّ العملُ الإحصائي بمراحل عده وهي:
| المرحلة                    | أهم ماتم فيها من أعمال |
| -------------------------- | --- |
| الأولى (ما قبل عام 1390هـ) | - عام 1383هـ: تم حصر السكان والمباني والمؤسسات لكافة مناطق المملكة وبناء تقديرات ومؤشرات إحصائية أهمها تقديرات الناتج المحلي الإجمالي لعام 1386/1387هـ - عام 1389هـ: تم حصر عيني للمؤسسات الخاصة. |
| الثانية (1390هـ - 1399هـ)  | - تنفيذ التعداد العام للسكان والمساكن 1394ه - تنفيذ تعداد المؤسسات 1396هـ - تنفيذ عدد مِنْ البحوث الإحصائية بالعينة - تنفيذ بحثين للإنفاق الاستهلاكي: 1. بحث أجري على عينة صغيرة في مدن الرياض وجـدة والدمام في عام 1390/1391هـ. 2. بحث أجري على عينة صغيرة في خمسة مدن؛ الرياض، جدة، الدمام، أبها، وبريدة عام 1396/1397ه. - بدأت اعتبارًا مِنْ عام 1390هـ إصدار نشرة سنوية عن الارقام القياسية لتكلفة المعيشة. |
| الثالثة (1400هـ - 1409هـ)  | - توسيع دائرة شمول البحوث والمسوحات. - عام 1400هـ: تنفيذ بحث الإنفاق الاستهلاكي غطَّى عشرة مدن: الرياض، مكة المكرمة، المدينة المنورة، جدة، الدمام، الطائف، أبها، تبوك، الهفوف، بريدة. - الاستمرار في تنفيذ العديد مِنْ البحوث الاقتصادية والاجتماعية. - إجراء التعداد الاقتصادي لعام1401هـ - عام 1402هـ: تم إجراء التعداد الزراعي مِنْ قبل وزارة الزراعة والمياه بالتنسيق مع المصلحة في حينه. - تطوير نطاق إعداد وإصدار الأرقام القياسية لتكلفة المعيشة حيث أصبحت تُصدَر شهريًا. - عام 1404هـ: بدأ إصدار نشرة للأرقام القياسية لأسعار الجملة، وتطوير نشرات إحصاءات التجارة الخارجية وتطوير نشرة الحسابات القومية. |
| الرابعة 1410هـ - 1420هـ    | - عام 1413هـ: تم تنفيذ التعداد العام للسكان والمساكن - عام 1413هـ: تم البدء بتطبيق نظام الحسابات القومية طبقًا لخطة تنفيذية متعددة المراحل. - عام 1414هـ: تم تنفيذ تعداد المُنشآت والبدء باستخدام النظام المُنَّسق لتصنيف بيانات إحصاءات التجارة الخارجية. - بناء خطة طموحة للبحوث الإحصائية تغُطي الفترة مِنْ 1419ه وحتى 1425ه طبقًا لجدول زمني أخذ في الاعتبار الأولويات واحتياج المستفيدين مِنْ البيانات. |
| الخامسة (1421هـ - 1435هـ)  | - عام 1425هـ: تم تنفيذ التعداد العام للسكان المساكن. - توحيد الفترة الزمنية للتعداد، لتكون عشرية وتوافق السنوات الصفرية على أنْ يكون التعداد الأول في عام 2010م الذي يوافق 1431هـ. - في عامي 1425هـ، وعام 1431هـ تم تنفيذ تعدادين اثنين للمنشآت. - البدء بتطبيق نظام الحسابات القومية لعام 2008م - تطوير برامج الأسعار والأرقام القياسية. - البدء بتصميم نظام مركزي للمعلومات يرتبط آلياً بجميع الأجهزة الحكومية. |

## جوائز

### جائزة التميز العملي والمؤسسي
في 2022م حصلت الهيئة على جائزة «التميز العملي والمؤسسي في كفاءة الإنفاق»، لما قدمته من جهود متميزة في الارتقاء بجودة المشاريع الإحصائية وتخطيط البنية التحتية والبرامج والمبادرات والعمليات التشغيلية من الميزانية المالية، من خلال تشكيل فريق عمل داخل الهيئة العامة للإحصاء بمسمى فريق كفاء الإنفاق.

### جائزة
في عام 2024م حصلت الهيئة على شهادة التميز المؤسسي من المؤسسة الأوروبية لإدارة الجودة على مستوى التأهيل (qualified by EFQM)، وذلك بعد تحقيقها تقدمًا في الالتزام بنموذج المؤسسة الأوروبية لإدارة الجودة وفق مقياس (RADAR)، وذلك من خلال تطبيق معايير التميز المؤسسي التي وضعتها المؤسسة والتي تتوافق مع توجهات رؤية السعودية 2030.
وجاءت الشهادة وفقًا لمعايير المنظمة الأوروبية لإدارة الجودة وتطبيق نموذجها المعتمد (EFQM) الذي أُسس في عام 1989م، ويُعد الأوسع انتشارًا في العالم.

## وصلات خارجية
- الموقع الرسمي